# Simone Rocha
Simone Rocha (1986) es una diseñadora de moda irlandesa. Es hija del diseñador de moda John Rocha y se formó en el National College of Art and Design de Dublín y en Central Saint Martins de Londres. Lanzó su colección de posgrado en 2010 en la Tate Modern y en la Semana de la Moda de Londres . Fue nombrada Diseñadora Joven del Año en 2014 por Harper's Bazaar y Diseñadora de Ropa Femenina del Año 2016 en los British Fashion Awards .

## Carrera
Rocha nació en Dublín, Irlanda en 1986; su padre es el diseñador de moda John Rocha. Más tarde sintió que era "inevitable" seguir su carrera y agregó que la moda era "100% parte de [su] vida". Rocha trabajó en el estudio de su padre entre los 13 y los 18 años  Se formó en el National College of Art and Design de Dublín, Irlanda, y con Louise Wilson en Central Saint Martins de Londres.
Rocha mostró su colección de posgrado en la galería Tate Modern, y en la Semana de la Moda de Londres por primera vez en 2010. Su primera instalación de moda fue en el escaparate de Dover Street Market en Londres, siendo la empresa la primera en comercializar los diseños de Rocha. Tenía un punto de venta dentro de su tienda cuando estaba ubicada en Dover Street y continúa teniendo uno dentro de su nueva tienda en Haymarket. Al principio, sus líneas también estaban disponibles en la boutique Colette, con sede en París. Más recientemente, Rocha ha abierto sus propias tiendas independientes tanto en Londres como en Nueva York. En su Irlanda natal, su único distribuidor es La Habana en Dublín.
Harper's Bazaar nombró a Rocha como su Joven Diseñadora del Año en 2014, y en 2016 fue nombrada Diseñadora de Ropa Femenina del Año en los British Fashion Awards . El trabajo de Rocha ha sido lucido anteriormente por la Princesa de Gales  y Michelle Obama.
En 2018, colaboró con la marca italiana Moncler como parte de su serie Genius Collection.
En marzo de 2021, Rocha lanzó una línea de colaboración con la empresa sueca de moda rápida H&M.
En enero de 2024, Rocha mostró su colección de alta costura primavera/verano 2024 para Jean Paul Gaultier como diseñadora invitada.

## Vida personal
Está casada con el director de fotografía Eoin McLoughlin y tienen una hija juntos. Viven en De Beauvoir Town, Londres, donde también tiene su estudio de diseño.
Su hermano, Max Rocha, es el propietario y jefe de cocina del Café Cecilia, un popular restaurante del este de Londres.